# Stuartovci

Erb krále Jakuba I.

Dynastie Stuartovců byl královský rod vládnoucí ve Skotsku (1371–1707), Anglii (1603–1707) a posléze ve Velké Británii (1707–1714). Stuartovci byli jednou z nejstarších dynastií Evropy. Jejich počátky sahají do 11. století, kdy Walter, syn normanského rytíře Alana Fitzflaalda, přijel do Skotska do služby ke králi Davidovi I. Walter byl obratný politik, a když umíral, zanechal po sobě obrovský majetek a dědičný titul stewarda.

## Králové Skotska
Jméno rodu Stuart (skotsky Stewart, anglicky Stuart) je odvozeno od názvu významného úřadu stewarta (zemského správce), který členové rodu zastávali ve Skotsku po několik generací. Prvním králem Skotska z dynastie Stuartů byl Robert II., který usedl na trůn roku 1371. Robert II. byl synem Waltera Stewarta, šestého velkého skotského stewarta. Matkou Roberta II. byla Marjorie Bruce, nejstarší dcera skotského krále Roberta I. Bruce. V hlavní mužské linii rod vymřel skotským králem Jakubem V. Roku 1542 trůn zdědila jeho dcera Marie Stuartovna, která byla donucena roku 1567 moc v zemi předat svému synovi Jakubovi VI. Ten pocházel z rodu Stuartů nejen po matce, ale také po svém otci Jindřichu Stuartovi, Lordu Darnleyovi z mladší rodové linie.

## Personální unie
Po smrti anglické královny Alžběty I., poslední panovnice z rodu Tudorovců, se stal skotský král Jakub VI. také králem Anglie a Irska a přijal jméno Jakub I. Tak vznikla personální unie těchto tří zemí, trvající až do roku 1707. V roce 1649 ale přišla dynastie o trůn v důsledku revoluce a král Karel I. Stuart byl popraven. V osobě jeho syna, Karla II., se rod vrátil na anglický trůn až roku 1660. Bratr Karla II., král Jakub II., byl roku 1688 vyhnán ze země pro svůj příklon ke katolictví a doživotně zbaven trůnu. Rod Stuartů však dál vládl Anglii, Skotsku a Irsku. Nejprve na trůn usedl synovec a zároveň zeť vyhnaného Jakuba II. Vilém III. Oranžský, jehož manželkou byla dcera Jakuba II. Marie. Po její smrti a smrti jejího manžela se vládkyní Anglie, Skotska a Irska stala roku 1702 další dcera Jakuba II. Anna Stuartovna. Za vlády Anny došlo ke sjednocení Anglie a Skotska. Tímto aktem vznikla roku 1707 Velká Británie a Anna získá jako první osoba v dějinách titul britské královny. Po smrti Anny roku 1714 byla dynastie Stuartů vystřídána novou královskou dynastií – hannoverskou. Členové hlavní mužské rodové linie rodu Stuartů, tedy potomci Jakuba II. žijící od roku 1688 ve vyhnanství, byli ale i nadále považováni v určitých politických kruzích za jediné právoplatné dědice trůnu. Především angličtí katolíci a jakobité prosazovali opakovaně své úvahy o návratu těchto Stuartů na trůn ve Velké Británii. Tato hlavní, ve vyhnanství žijící rodová linie Stuartů vymřela až roku 1807. Posledním mužským členem této přímé linie byl kardinál Jindřich Benedikt Stuart (1725 – 1807), vnuk Jakuba II. Jakobity podporovaná práva Stuartovců na britský trůn pak přešla na sardinského krále Emanuela IV. (prapravnuk sestry Karla II. a Jakuba II. Henrietty Anny).

## Stuartovci na anglickém trůnu
- Jakub I. Stuart
- Karel I. Stuart
- Karel II. Stuart
- Jakub II. Stuart
- Marie II. Stuartovna
- Anna Stuartovna

## Jakobitská posloupnost následníků trůnu
Jakobité a katolíci uznávají za anglické krále ty osoby, které by získaly anglickou korunu, kdyby nebyl přijat Act of Settlement, který jejich nástupnictví vyloučil. Za právoplatné krále Anglie, Skotska a Irska tak jakobité považovali tyto v exilu žijící Stuartovce:
- Jakub František Stuart (nárok 1701–1766), syn krále Jakuba II. Jakub František Stuart byl katolickou církví uznán za jediného právoplatného krále Anglie, Skotska a Irska a jako takový přijal jméno Jakub III. (pro Anglii) a Jakub VIII. (pro Skotsko). Celý život prožil v exilu, stejně jako jeho potomci.
- Karel Eduard Stuart (nárok 1766–1788), hrabě z Albany, syn Jakuba Františka Stuarta. Přestože mu papež Klement XI. při křtu udělil titul princ z Walesu, byl mu tento titul pozdějším papežem Klementem XIII. a jeho následovníky upírán. Karel Eduard si činil po smrti svého otce nároky na trůn, nebyl ale za krále uznán ani ve Velké Británii ani katolickou církví. Sám sebe prohlašoval za jediného právoplatného krále Anglie, Skotska a Irska a nechal si říkat Karel III., což ale není
- Jindřich Benedikt Stuart (nárok 1788–1807), kardinál vévoda z Yorku, mladší syn Jakuba Františka Stuarta a bratr Karla Eduarda Stuarta. Nárok na trůn si činil jen formálně, žil v Papežském státě a o vládu v Anglii neusiloval.

Po vymření této hlavní rodové linie Stuartovců roku 1807 přešly jakobitské nároky na anglický trůn na dynastii savojskou (1807–1840), z ní na dynastii Habsburg-Este (1840–1919) a odtud na Wittelsbachy.
Podle jakobitské posloupnosti pretendentů anglického trůnu by v současnosti měl být anglickým králem Franz Bonaventura Adalbert Maria Herzog von Bayern (*1933) z dynastie Wittelsbachů, rovněž teoretický pretendent trůnu bavorského. Vnuk jeho bratra Maxe Joseph Wenzel II. von Liechtenstein se narodil roku 1995 v Londýně a je tak od vyhnání Stuartovců prvním následníkem v nástupnické linii jakobitů, který se narodil na anglické půdě.